# A Veiga
|  | No s'ha de confondre amb A Veiga (Astúries). |

A Veiga és un municipi de la província d'Ourense a Galícia. Pertany a la Comarca de Valdeorras. El municipi es troba en una zona d'alta muntanya, la serra d'O Eixo, i compta amb el cim més alt de Galícia, Pena Trevinca (2.124 metres), així com amb l'embassament de Prada (encoro de Prada), que aprofita el curs del riu Xares, un afluent del riu Bibei, i la presa del qual, construïda en l'any 1958, va submergir el poble d'Alberguería el 9 de maig de 1959.
| 6.977                                                                                        | 6.742 | 6.357 | 3.513 | 1.408 | 1.048 | 886 |
| Fonts:INE(Els criteris de registre censal variaren i les dades de l'INE poden no coincidir.) |       |       |       |       |       |     |

## Subdivisions municipals
Subdivisions municipals.
| CP    | Parròquia                        | Entitat de població | Població (2009) |
| ----- | -------------------------------- | ------------------- | --------------- |
| 32357 | San Fiz (Santa Catalina)         | San Fiz             | 5               |
| 32360 | Veiga, A (Santa María)           | Veiga, A            | 267             |
| 32365 | Ponte, A (Santa María Magdalena) | Ponte, A            | 39              |
| 32365 | Requeixo (San Andrés)            | Requeixo            | 28              |
| 32365 | San Lourenzo (San Lourenzo)      | San Lourenzo        | 47              |
| 32365 | Xares (Santa María)              | Xares               | 73              |
| 32366 | Curra (San Miguel)               | Curra               | 7               |
| 32366 | Espiño (San Vicente)             | Espiño              | 40              |
| 32366 | Hedreira (Santa Columba)         | Hedreira            | 14              |
| 32366 | Lamalonga (Santa María)          | Lamalonga           | 52              |
| 32366 | Prado (San Esteban)              | Prado               | 28              |
| 32366 | Vilanova (San Pedro)             | Vilanova            | 28              |
| 32367 | Candeda (San Miguel)             | Candeda             | 15              |
| 32367 | Casdenodres (San Salvador)       | Casdenodres         | 42              |
| 32367 | Castromarigo (San Miguel)        | Castromarigo        | 30              |
| 32367 | Meda (Santa María)               | Meda                | 31              |
| 32367 | Prada (San Andrés)               | Poboado de Prada    | 4               |
| 32367 | Prada (San Andrés)               | Prada               | 29              |
| 32367 | Riomao (Santo Tomás)             | Riomao              | 4               |
| 32368 | Carracedo (San Miguel)           | Carracedo           | 19              |
| 32368 | Castromao (Santa María)          | Castromao           | 44              |
| 32368 | Corexido (San Esteban)           | Corexido            | 11              |
| 32368 | Meixide (Santa María)            | Meixide             | 11              |
| 32368 | Pradolongo (San Pedro)           | Pradolongo          | 27              |
| 32368 | Santa Cristina (San Tirso)       | Santa Cristina      | 15              |
| 32368 | Vilaboa (Santa Lucía)            | Vilaboa             | 6               |
| 32369 | Baños (San Félix)                | Baños               | 68              |
| 32369 | Corzos (Santiago)                | Corzos              | 59              |
| 32369 | Seoane (San Xoan)                | Seoane              | 23              |
| 32369 | Valdín (Santa María)             | Valdín              | 40              |